# Исак-Ёль
Исак-Ёль — река в России, протекает по территории района Печора Республики Коми. Левый приток реки Печора.

## География
Устье реки находится в 820 км от устья Печоры. Длина реки составляет 11 км. Реку пересекает автодорога «Печора — Усинск», построен мост.

## Этимология
Название гидронима связано с личным именем Исак, Исацк и коми словом ёль — «ручей».

## Данные водного реестра
По данным государственного водного реестра России, относится к Двинско-Печорскому бассейновому округу, водохозяйственный участок реки — Печора от водомерного поста у посёлка Шердино до впадения реки Уса, речной подбассейн реки — бассейны притоков Печоры до впадения Усы. Речной бассейн реки — Печора.
Код объекта в государственном водном реестре — 03050100212103000064709.